# Emetullah

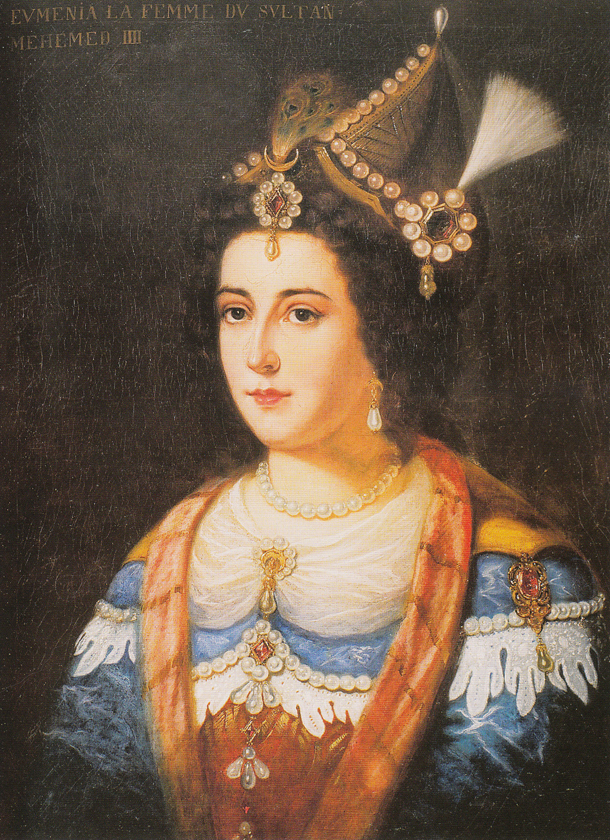

Mahpare Emetullah Rabia Gülnusch Sultan, Rabia Gulnus oder auch Gülnusch Sultan (geboren 1642 oder 1647 in Rethymno, Kreta; gestorben 6. November 1715 in Edirne) war die Lieblingsgemahlin von Mehmed IV. und die Mutter der zwei osmanischen Sultane Mustafa II. und Ahmed III.

## Leben

### Erste Jahre
Sie wurde 1642 auf der damals zur Republik Venedig gehörenden Insel Kreta geboren, vor dem Krieg der Osmanen mit den Venezianern um Kreta, der im Jahre 1645, noch zu Zeiten von Ibrahim I. begann. Ihr Vater war der Venezianer Retimo Verzizzi, die Mutter ist unbekannt. Ihr Name war Eugenia Voria oder Evmania Voria. Im Alter von vier Jahren wurde ihre Heimatstadt Rethymno von dem osmanischen Admiral Serdar Deli Hüseyin Pascha erobert. Sie wurde wahrscheinlich 1659 entführt, laut einigen Quellen soll Serdar Deli Hüseyin Pascha sie nach Istanbul gebracht haben  und dem Palast als Geschenk gegeben haben. Sie wurde im Alter von 17 Jahren in dem Harem des Sultans gebracht, wo sie erzogen und ausgebildet wurde. 1661 zog sie die Aufmerksamkeit des osmanischen Sultans Mehmed IV. auf sich und wurde seine Gözde (Liebling). 1662 gebar sie ihre Tochter Hatice Sultan und wurde offiziell Ikbal (Konkubine). Sie konvertierte zum Islam und erhielt den Namen Emetullah (Dienerin Allahs), zudem erhielt sie noch drei andere Namen: Mehpare (Mondstück), Gülnusch (Rosengarten) und Rabia. 1664 gebar sie ihren Sohn Prinz Mustafa und wurde Haseki Sultan (Frau des Sultan).
Zu dieser Zeit war die einflussreichste Frau im Osmanischen Reich die Mutter des Sultans Turhan Hatice. Sie war seit 1648 Valide Sultan (Mutter des Sultan) des Osmanischen Reiches und hat fünf Jahre, wegen der Minderjährigkeit ihres Sohnes, das Reich regiert. Die Mutter des Sultans war nicht die einzige, die Emetullahs Zugang zur Macht hemmte: Mehmed IV. hatte noch acht weitere Frauen und mehrere Söhne. Um die Thronfolge für ihre Söhne zu sichern, versuchte Emetullah die Konkurrenten durch Intrigen auszuschalten. 

### Mittlere Jahre
Mehmed IV. war bekannt unter dem Namen Avci (der Jäger), weil er während seiner Herrschaft häufig zur Jagd ging, den Staat und die Politik überließ er Staatsbeamten wie Köprülü Mehmed Pascha und dessen Sohn Köprülü Fâzıl Ahmed Pascha. Seine Ehefrau pflegte ihn auf der Jagd zu begleiten. 1683 starb die Mutter des Sultans und Emetullah wurde die mächtigste Frau im Reich. 1688 wurde Mehmed IV. als Sultan abgesetzt und sein jüngerer Bruder Süleyman II. kam an die Macht. Mehmed zog nach Edirne ins alte Serail, seine Frau und die gemeinsamen Kinder folgten ihm dorthin. Mehmed starb 1693 in Edirne. 1691 starb Süleyman II., und an seine Stelle kam Ahmet II., ein Sohn Ibrahims. 1695 bestieg Emetullahs Sohn als Mustafa II. den Thron.

### Letzte Jahre
Nach Mustafas Thronbesteigung wurde sie zur Valide Sultan. Emetullah zog ins Topkapi um und lebte an der Seite ihres Sohnes. Emetullah soll sich in die Politik oder in Staatsgeschäfte nicht eingemischt haben, jedoch sorgte sie trotzdem 1703 für die Absetzung ihres älteren Sohnes und die Thronbesteigung ihres jüngeren Sohnes Ahmed.:30 Sie blieb danach weiterhin Valide Sultan. Emetullah und Mahpeyker sind die einzigen Valide Sultan, die zwei Sultane geboren haben. Ihr Einfluss stieg zur Zeit Ahmets, der seine Mutter sehr respektierte. 1709 machte der schwedische König Karl XII. das Angebot einer Allianz mit Schweden, mit dem Ziel eines Kriegs des Osmanischen Reichs gegen Russland. Ab 1711 führte Ahmed III. Krieg gegen Russland.
Emetullah veranlasste 1708, während der Herrschaft Ahmed III., den Bau einer Moschee: Die Yeni Valide Sultan Camii (Neue Mutter Sultan Moschee), nicht zu verwechseln mit der von ihrer Schwiegermutter gestifteten Moschee Yeni Camii (Neue Moschee). Der Auftrag wurde 1708 an den Architekten Mehmed Agha gegeben, der den Bau 1711 – noch zu Lebzeiten Emetullahs – vollenden konnte. Die Moschee wurde auf ehemals katholischem Land gebaut.:28 ff

## Tod
Am 6. November 1715 verstarb Emetullah in Edirne. Ihr Leichnam wurde nach Istanbul zu der von ihrer gestifteten Moschee gebracht, wo sie im Garten begraben wurde. Sie war 20 Jahre Valide Sultan und Mutter zweier Sultane. Sie hatte einen großen Einfluss auf die Sultane und zählt zu den mächtigsten Valide Sultan der osmanischen Geschichte.

## Kinder
- Hatice Sultan (1662–1743), Tochter
- Mustafa II. (1664–1704)
- Ahmet III. (1673–1736)
- Gulsum Sultan (1679–1720)
- Fatma Sultan (1680–1722)